# Le Renard et le Chien courant
Le Renard et le Chien courant (The Fox and the Hound) est un roman de Daniel P. Mannix paru en 1967. Il parcourt la vie de deux animaux montés l'un contre l'autre, Copper le chien courant et Tod le renard.  Le roman est l'œuvre la plus connue de Mannix. Son premier chapitre a inspiré le long-métrage d'animation des studios Disney, Rox et Rouky (1981).

## Adaptation
Walt Disney Productions obtient les droits d'adaptation du Renard et le Chien courant quand il a reçu le Dutton Animal Book Award en mai 1967. La production du film Rox et Rouky commence en 1977 et devient le film d'animation le plus cher de l'époque avec un budget de 12 millions de dollars. Pour la réalisation du film, le président directeur général de Disney de l'époque, Ron Miller fait appel à de nouveaux talents qui font leurs débuts dans le film, car les vétérans du studio sont proches de la retraite. Ce film marque la dernière participation de Ollie Johnston, Frank Thomas et Wolfgang Reitherman, considérés comme des « légendes » de Disney. Cependant, la transition entre l'ancienne et la nouvelle équipe d'animateurs a donné lieu à des disputes sur la manière de gérer le film. Reitherman avait ses propres idées sur les conceptions et les mises en scènes à utiliser. Cependant, la nouvelle équipe a soutenu Stevens, à l'exception de Don Bluth, qui estimait que le travail de Disney était périmé. Bluth quitte le studio en 1979, en emmenant avec lui onze animateurs, et fonde son propre studio d'animation. La démission de ses animateurs a obligé l'annulation de la sortie originale du film à Noël 1980 alors que de nouveaux artistes étaient embauchés.
Au cours de la réalisation du film, l'histoire a été considérablement modifiée pour la rendre plus appropriée en tant que film familial. Au moment de son achèvement en 1981, le film était devenu une chronique de l'amitié improbable de deux créatures, qui devraient être des ennemis naturels et qui apprennent que la société essaie parfois de déterminer leurs rôles malgré leurs meilleures impulsions.
Dans le scénario original, Tod tue Chef puis, poursuivi par Copper, meurt d'épuisement avant d'être achevé par le maître de Copper. Art Stevens modifie le scénario en gardant les personnages principaux en vie dans le film : Chef s'en sort avec une patte cassée, renversé par un train, et Rouky empêche son maître Amos Slade d'abattre Rox. Slade renonce à son acte et rentre chez lui avec Rouky.
Le film sort en salles le 10 juillet 1981 et connait le succès immédiat avec 39 900 000 dollars de recette aux États-Unis.